# Martin Fronc
Martin Fronc est un homme politique slovaque, né le 28 novembre 1947 à Košice.
Du 16 octobre 2002 au 8 février 2006, il a exercé les fonctions de ministre de l'Éducation (en slovaque : minister školstva) dans le deuxième gouvernement de Mikuláš Dzurinda. À ce poste, il a été remplacé par László Szigeti.